# Чартория (Західнопоморське воєводство)
Чартория (пол. Czartoryja, нім. Wedell) — село в Польщі, у гміні Хойна Грифінського повіту Західнопоморського воєводства.
Населення — 306 осіб (2011).
У 1975—1998 роках село належало до Щецинського воєводства.

## Демографія
Демографічна структура станом на 31 березня 2011 року:
|          | Загалом | Допрацездатний вік | Працездатний вік | Постпрацездатний вік |
| -------- | ------- | ------------------ | ---------------- | -------------------- |
| Чоловіки | 154     | 30                 | 113              | 11                   |
| Жінки    | 152     | 38                 | 93               | 21                   |
| Разом    | 306     | 68                 | 206              | 32                   |